# Liste der Außenminister der Südafrikanischen Republik
Die Liste der Außenminister der Südafrikanischen Republik umfasst die Außenminister der Südafrikanischen Republik (Transvaal-Republik) ab 1880.
- 1880–1888: Willem Eduard Bok
- 1889–April 1897: Willem Johannes Leyds
- April–Juli 1897: Cornelis van Boeschoten (* 21. Mai 1866), Onder-Staatssecretaris, vertretungsweise während eines Aufenthaltes von Leyds in Europa
- Juli 1897–1898: Willem Johannes Leyds
- 1898–1902: Francis William Reitz